# Gallus sonneratii
Il gallo di Sonnerat, anche gallo grigio o gallo grigio di giungla (Gallus sonneratii Temminck, 1813), che deve il nome al suo scopritore, il naturalista francese Pierre Sonnerat, è un uccello galliforme della famiglia dei Fasianidi.

## Descrizione

### Dimensioni
Il maschio misura 70-80 cm di lunghezza per 790-1136 g di peso; la femmina circa 38 cm per 705-790.

### Aspetto
Il gallo di Sonnerat è noto soprattutto per la struttura del suo piumaggio, che si differenzia nettamente da quella degli altri galliformi. Nel piumaggio nuziale, il rachide delle piume del camaglio (nonché di quelle di una parte del dorso e delle copritrici delle ali) è appiattito e brillante. Si allarga a metà lunghezza e all'estremità, formando placche brillanti somiglianti a paillettes, di cui il piumaggio sembra costellato. Non vi sono piume lanceolate sulla parte posteriore dei fianchi. Esiste una fase di eclisse molto netta, durante la quale il camaglio è composto da corte piume nere e le penne falciformi della coda sono assenti. La cresta è semplice e rossa, le dentellature numerose ma molto corte. Le guance sono glabre e rosse come gli orecchioni e i due bargigli. Le piume del petto sono nere con rachide bianca e sottile bordo chiaro. Nella femmina, invece, la situazione è invertita: piume del petto bianche con bordo scuro.

## Biologia

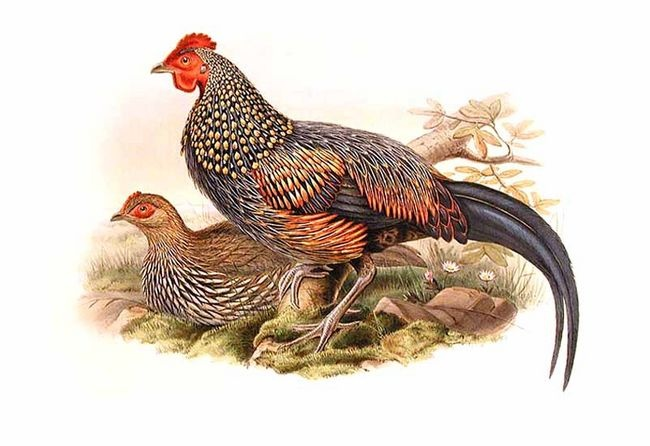
Disegno di John Gould.

Come molti fagiani delle regioni tropicali, il gallo di Sonnerat va in cerca di cibo solamente il mattino e la sera. Durante le ore più calde, riposa all'interno delle foreste. Tuttavia, durante le giornate nuvolose, può svolgere le sue attività durante tutto il giorno. Questo uccello non è molto gregario: si nutre da solo, in coppia o in piccole unità familiari che non superano i cinque individui. Da solo si appollaia anche sui posatoi notturni, sebbene talvolta si possano trovare anche altri esemplari posati sui rami vicini. I galli grigi frequentano aree analoghe a certi granivori come i francolini, le otarde e le quaglie, ma non sono dei reali competitori. Coabitano anche con i garruli (famiglia dei Timaliidi), con i quali si è stabilita una collaborazione dalla quale traggono beneficio entrambe le specie. I garruli catturano gli insetti disturbati dal razzolare dei galli, mentre questi ultimi approfittano della presenza sul terreno dei garruli che fungono da sentinelle in caso di pericolo. I galli grigi devono infatti essere vigili contro gli attacchi dell'aquilastore montano (Nisaetus nipalensis), suo principale predatore.

### Alimentazione
La dieta del gallo di Sonnerat è assai diversificata e comprende semi di piante coltivate, giovani germogli d'erba e di cereali, tuberi, bacche, fichi che il vento ha fatto cadere a terra, semi di bambù e di Strobilanthes; quest'ultime piante sono particolarmente apprezzate da questo uccello. La componente di origine animale della dieta comprende insetti, soprattutto cavallette e termiti, e piccoli rettili. Dopo che i campi sono stati devastati dalle fiamme, la maggior parte dei galli apprezza in particolar modo le tenere e succose nuove erbe che vi ricrescono. Quando vanno in cerca di cibo, i galli grigi si avventurano spesso abbastanza lontano dalla boscaglia, ma, al primo segnale di pericolo, si precipitano di corsa sotto i fitti cespugli. Tuttavia, se vengono sorpresi in un luogo aperto, piuttosto che fuggire a corsa preferiscono lanciarsi in volo, un modo più efficace per raggiungere velocemente un riparo. I galli frequentano le stesse aree di foraggiamento e il tempo che dedicano ogni giorno alla ricerca del cibo è sostanzialmente sempre lo stesso.

### Riproduzione
Una volta raggiunta la maturità sessuale, alla fine del secondo anno, i giovani maschi si accompagnano ad un'unica femmina per l'intera stagione degli amori. Tuttavia può succedere che, in certe circostanze, fecondino più di una sola femmina nel corso dell'anno. Come la maggior parte dei galli selvatici, quello di Sonnerat adotta un comportamento territoriale. La stagione dei canti sembra essere più lunga del vero e proprio periodo di riproduzione, da ottobre o novembre fino a maggio. Gli uccelli si appollaiano sugli alberi ed emettono le loro vocalizzazioni rumorose di primo mattino, ma anche durante la notte quando vi è la luna. La superficie dei territori di questa specie non è mai stata determinata.
La stagione della riproduzione è particolarmente lunga e coincide con il periodo in cui il gallo indossa il suo piumaggio nuziale. Il periodo di maggiore attività va da febbraio a maggio, ma, tenuto conto della grande superficie dell'areale di nidificazione, si può assistere a variazioni stagionali assai considerevoli. La nidificazione può iniziare in ottobre in certe regioni e terminare in luglio, o in agosto a Travancore, nel Kerala, all'estremità meridionale dell'India. I nidi vengono costruiti in piccole depressioni all'ombra di un cespuglio o di un boschetto di bambù, raramente in alto su un albero secco o un ceppo. La femmina depone da 3 a 5 uova. Eccezionalmente, alcuni nidi possono contenere fino a 7 uova, ma si suppone che questo risultato corrisponda agli sforzi combinati di due galline. Le femmine si dedicano da sole alla cova per 20 o 21 giorni. Ma non appena le uova si sono schiuse, il maschio fa il suo ritorno al nido e prende parte attiva alla nutrizione dei giovani. Questo comportamento non fa che rafforzare le argomentazioni di coloro che credono che la specie metta in atto una modalità di riproduzione basata sulla monogamia.

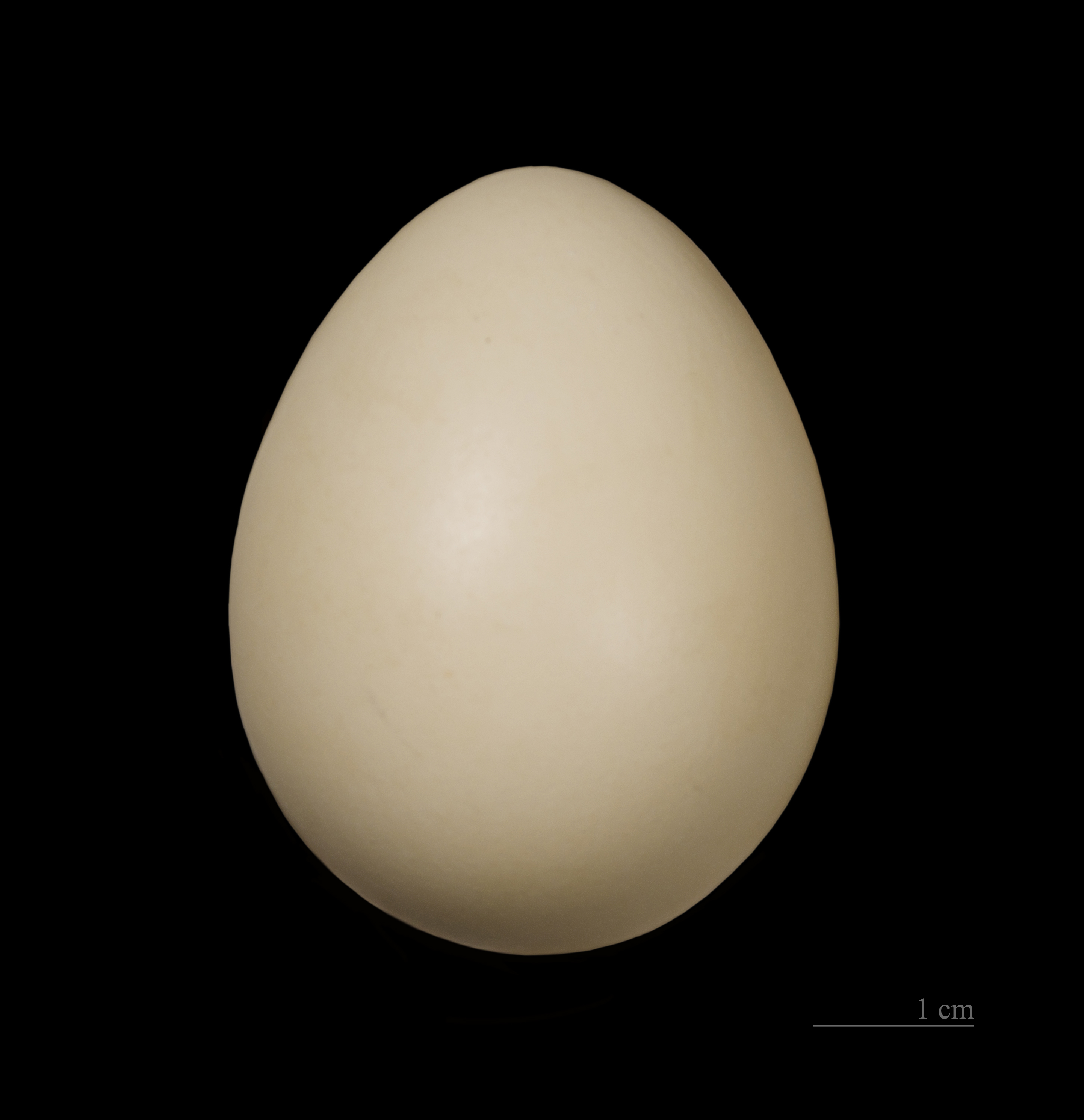
Uovo di gallo di Sonnerat.

I pulcini sono molto precoci e in grado di volare poco tempo dopo la schiusa. Ma prima di arrivare a questo punto, proseguono il loro apprendistato scalando i cespugli, saltando e battendo le ali per breve distanza prima di cadere al suolo. Durante questo periodo, il comportamento della gallina e dei suoi piccoli non si discosta molto da quello dei volatili domestici. I giovani rimangono con i genitori fino a quando non hanno acquisito il piumaggio adulto, e talvolta perfino più tardi. I galli di un anno non sono fertili. Acquisiscono la totalità del piumaggio adulto alla fine del secondo anno di vita.

## Distribuzione e habitat
Endemico delle regioni meridionali ed occidentali dell'India, il gallo di Sonnerat sembra essersi adattato ad una molteplicità di ambienti, dalle foreste secondarie secche di alberi a foglie caduche ad ambienti umidi caratterizzati da alberi sempreverdi. Tuttavia, è soprattutto comune nelle giungle miste di bambù, ai margini dei villaggi, in prossimità dei campi coltivati, nei terreni incolti e nelle piantagioni abbandonate. Questa specie frequenta colline non troppo elevate, ma anche zone montuose fino a 2400 metri di altitudine. Nel sud dell'India, è possibile trovarlo in prossimità del litorale. Nel nord, il suo areale confina direttamente con quello del gallo comune, che condivide in parte lo stesso habitat, sebbene il gallo di Sonnerat prediliga zone più aperte e leggermente più rocciose. Il piumaggio più grigio dei maschi sembra essere in perfetta armonia con il colore dello sfondo roccioso di queste zone. Quando sono tra la vegetazione, i galli grigi sembrano prediligere le zone ricoperte da cespugli, piccoli alberi ed euforbie disseminate nelle radure erbose.